# Pseudopallene reflexa
Pseudopallene reflexa är en havsspindelart som först beskrevs av Stock, J.H. 1968.  Pseudopallene reflexa ingår i släktet Pseudopallene och familjen Callipallenidae. Inga underarter finns listade i Catalogue of Life.